# Mount Loewe
Mount Loewe ist ein 1130 m (nach australischen Angaben 1050 m) hoher Berg im ostantarktischen Mac-Robertson-Land. Im östlichen Teil der Aramis Range in den Prince Charles Mountains ragt er 10 km nordöstlich des Mount Seaton als nördlichste Erhebung der Amery Peaks auf.
Eine vom australischen Bergsteiger William Gordon Bewsher (1924–2012) geleitete Mannschaft entdeckte das Massiv 1956 im Rahmen der Australian National Antarctic Research Expeditions. Das Antarctic Names Committee of Australia benannte ihn nach dem deutschen Polarforscher Fritz Loewe (1895–1974).